# Норвежский институт кино
Норвежский институт кино (норв. Norsk filminstitutt, сокр. «NFI») был основан в 1955 году для поддержки и развития кинематографа Норвегии. 1 апреля 2008 он был объединён с Норвежским кинофондом, Организацией развития норвежского кино и Норвежским комитетом кино, образовав «„новый“ Норвежский институт кино» под эгидой министерства культуры Норвегии.
NFI является членом Международной федерации киноархивов, Европейской киноакадемии и Scandinavian Films и представляет Норвегию в Eurimages и Европейской аудиовизуальной обсерватории.